# Mr. Mime
Mr. Mime (バリヤード?, Bariyādo) è un Pokémon appartenente alla prima generazione. Ideato dal team di designer della Game Freak e fissato nel suo aspetto finale da Ken Sugimori, Mr. Mime fa la sua prima apparizione nel 1996 nei videogiochi Pokémon Rosso e Blu. Compare inoltre in tutti i titoli successivi, in videogiochi spin-off, nella serie televisiva anime, nel Pokémon Trading Card Game, nel film live action Pokémon: Detective Pikachu e nel merchandising derivato dalla serie.
Nel contesto del franchise, Mr. Mime è un Pokémon di stadio base di tipo Psico/Folletto. Il suo numero identificativo Pokédex è 122. Si evolve da Mime Jr. salendo di livello dopo aver appreso la mossa Mimica. Nei videogiochi Pokémon Spada e Scudo Mr. Mime ottiene una forma regionale di tipo Ghiaccio/Psico la quale si evolve in Mr. Rime al raggiungimento di uno specifico livello.
Delia Ketchum, la madre di Ash, possiede un esemplare del Pokémon. Anche Sabrina e Cristallo possiedono un esemplare di Mr. Mime.

## Descrizione
Mr. Mime cerca di impressionare gli altri usando la mimica; se la sua platea non si mostra interessata arriva anche a schiaffeggiarla. Mentre esegue la sua pantomima, emette un campo di forza dalla punta delle dita, creando barriere e oggetti invisibili tangibili.
A partire da Pokémon Diamante e Perla è stato introdotto Mime Jr., uno stadio pre-evolutivo del Pokémon derivato da un uovo di Mr. Mime, che si evolve in Mr. Mime dopo aver appreso la mossa Mimica.

## Apparizioni

### Videogiochi
Nei videogiochi Pokémon Rosso e Blu e Pokémon Rosso Fuoco e Verde Foglia il Pokémon è ottenibile da un allenatore residente lungo il Percorso 2, in cambio di un Abra. Nella versione Gialla viene scambiato solamente per un Clefairy.
In Pokémon Oro e Argento, Pokémon Cristallo e Pokémon Oro HeartGold e Argento SoulSilver è disponibile nel Percorso 21. Nelle versioni Oro, Argento, HeartGold e SoulSilver è inoltre disponibile presso il Casinò di Azzurropoli al costo di 3333 gettoni. Nei remake è anche presente nella Zona Safari di Johto.
Nella versione Diamante è possibile catturare Mr. Mime lungo i Percorsi 218 e 222, mentre in Platino è ottenibile solamente nel Percorso 218.
In Pokémon Versione Bianca 2 è presente lungo il Percorso 20.
Nei videogiochi Pokémon X e Y Mr. Mime è ottenibile all'interno della Grotta dei Riflessi. In questi titoli ha acquisito il secondo tipo Folletto.
In Pokémon Ranger è disponibile all'interno della Fabbrica Tenebre (Dusk Factory) di Autunnia. Nel suo seguito Pokémon Ranger: Ombre su Almia è presente all'interno della Piattaforma Segreta.

### Anime
Mr. Mime appare per la prima volta nel corso dell'episodio Casa dolce casa (It's Mr. Mime Time) in cui Delia Ketchum, la madre di Ash, ottiene un esemplare del Pokémon di nome Mimey che l'aiuta nei lavori domestici.
In Gara di cucina (Hail to the Chef) un Mr. Mime sfida uno Sneasel in una gara culinaria, tuttavia i piatti preparati dal Pokémon hanno un buon aspetto, ma un sapore terribile, mentre il suo avversario soffre del problema opposto. Al termine dell'episodio le sorelle, proprietarie dei rispettivi Pokémon, decidono di allearsi e gestire insieme il ristorante lasciato in eredità dal padre.